# Sân vận động Khu vực Nyamirambo
Sân vận động Kigali, còn có tên gọi là Sân vận động Khu vực Nyamirambo, là một sân vận động đa năng ở khu vực Nyamirambo của Kigali, Rwanda. Sân hiện đang được sử dụng chủ yếu cho các trận đấu bóng đá. APR FC và Rayon Sports sử dụng sân vận động này cho hầu hết các trận đấu trên sân nhà của các đội.
Sân có bề mặt cỏ nhân tạo.
Vào năm 1998, sân vận động được sử dụng để hành quyết công khai 21 cá nhân bị kết tội liên quan đến nạn diệt chủng Rwanda, bao gồm cả Froduald Karamira.